# Graham Vearncombe
Graham Vearncombe (ur. 28 marca 1934 w Cardiff, zm. 30 listopada 1992) – walijski piłkarz występujący na pozycji bramkarza.

## Kariera klubowa
Vearncombe karierę rozpoczynał w sezonie 1952/1953 w zespole Cardiff City z Division One. W sezonie 1956/1957 spadł z nim do Division Two, ale w sezonie 1959/1960 awansował z powrotem do Division One. W sezonie 1962/1962 ponownie spadł jednak do Division Two. W 1964 roku odszedł do drużyny Merthyr Tydfil, gdzie zakończył karierę.

## Kariera reprezentacyjna
W reprezentacji Walii Vearncombe zadebiutował 25 września 1957 w wygranym 4:1 pojedynku eliminacji mistrzostw świata 1958 z NRD. W 1958 roku został powołany do kadry na mistrzostwa świata. Nie zagrał jednak na nich ani razu, a Walia odpadła z turnieju w ćwierćfinale. W latach 1957–1960 w drużynie narodowej rozegrał 2 spotkania.